# Robert Adamson (actor)

Robert Adamson (11 de julio de 1985, Salt Lake City, Utah) actor de cine y televisión.
Su familia es originaria de Draper, Utah, y no tiene ninguna relación con el cine. Se interesaba por el teatro y el cine siendo joven y participó en algunas obras de teatro como Otelo de Shakespeare. Asistió a la American Academy of Dramatic Arts y posteriormente se trasladó a Hollywood.

## Filmografía[2]
- 2005 - Dr. Chopper
- 2008 - Private High Musical
- 2009 - No es tan fácil
- 2009 - In the mix
- 2009 - Princess Protection Program

## Televisión
- 2005 - Colgados en Filadelfia (episódico)
- 2005 - Cold Case (episódico)
- 2007-2009 - Lincoln Heights
- 2009 - Sunny entre Estrellas (episódico)
- 2010 "(JONAS L.A.)" 2 episodios
- 2012 - Alcanzar una estrella